# CWI Software
CWI Software é uma empresa brasileira de tecnologia da informação, especializada em engenharia de software sob medida, fundada em 1991. Com sedes em Porto Alegre (RS), São Leopoldo (RS) e São Paulo (SP), atua nacionalmente e no exterior.

## História
A CWI foi fundada em 1991 no estado do Rio Grande do Sul. Em 1997, ampliou sua atuação com a abertura da unidade em São Paulo. Em 2002, passou a integrar o parque tecnológico Tecnosinos, em São Leopoldo, onde mantém um de seus centros operacionais.
A empresa desenvolve projetos personalizados para grandes companhias, principalmente nos setores financeiro, de varejo, saúde, educação e tecnologia. Entre eles, o aplicativo que controlava os estoques de produtos da Coca-Cola no estádio Rose Bowl durante o Mundial de Clubes FIFA de 2025.

## Atuação
A CWI oferece serviços nos formatos de squads ágeis, outsourcing e sustentação. Desenvolve produtos digitais, soluções financeiras, e-commerces, APIs de integração e outros projetos de engenharia de software. Com modelo de trabalho híbrido, tem colaboradores em todo o território nacional.

## Programas de formação
Em 2009, a empresa lançou o programa CWI Crescer, iniciativa voltada à capacitação de novos profissionais da tecnologia. Em 2020, criou também o programa CWI Reset, voltado a profissionais em transição de carreira para a área de TI.

## Estrutura
A empresa conta com três unidades principais:
- Porto Alegre (RS), onde foi fundada;
- São Leopoldo (RS), no parque tecnológico Tecnosinos desde 2002;
- São Paulo (SP), com presença ativa desde 1997.[1]